# Fiederblättriger Flieder
Der Fiederblättrige Flieder (Syringa pinnatifolia) ist ein aufrechter Strauch mit weißen bis blass rosafarbenen Blüten aus der Familie der Ölbaumgewächse (Oleaceae). Das natürliche Verbreitungsgebiet liegt im Südwesten von China. Die Art wird selten als Zierstrauch verwendet. 

## Beschreibung
Der Fiederblättrige Flieder ist ein 1 bis 4 Meter hoher, aufrechter Strauch mit abblätternder Borke. Die Zweige sind meist vierkantig und kahl. Endknospen fehlen. Die Laubblätter haben einen 0,5 bis 1,5 Zentimeter langen Stiel. Die Blattspreite ist gefiedert und bildet sieben bis elf selten 13 gegenständige oder beinahe gegenständige, sitzende Blättchen. Die Blättchen sind 0,5 bis 3 Zentimeter lang und 0,3 bis 1,3 Zentimeter breit, eiförmig-lanzettlich bis eiförmig, kahl oder auf der Oberseite spärlich behaart. Die Spitze ist spitz, zugespitzt oder stumpf, die Basis keilförmig bis mehr oder weniger abgerundet.
Die Blüten wachsen in 2 bis 6,5 Zentimeter langen und 2 bis 5 Zentimeter durchmessenden, leicht nickenden, kahlen Rispen. Die Blütenstiele sind 2 bis 5 Millimeter lang. Der Kelch ist etwa 2,5 Millimeter lang. Die Blütenkrone ist 1 bis 1,6 Zentimeter breit, weiß oder blass rosa und etwas lila eingefärbt. Die Kronröhre ist 0,8 bis 1,2 Zentimeter lang und leicht trichterförmig. Die Kronzipfel sind eiförmig bis länglich und ausgebreitet. Die Staubbeutel sind gelb und liegen etwa 4 Millimeter unter dem Schlund. Als Früchte werden 1 bis 1,3 Zentimeter lange, längliche, glatte Kapseln gebildet. 
Der Fiederblättrige Flieder blüht von Mai bis Juni, die Früchte reifen im August und September.
Die Chromosomenzahl beträgt 2n = 46.

## Verbreitung
Das natürliche Verbreitungsgebiet liegt im Südwesten Chinas in der Provinz Gansu, in Ningxia, im Osten von Qinghai, im Süden von Shaanxi, im Westen von Sichuan und in der Inneren Mongolei. Der Fiederblättrige Flieder wächst in Dickichten auf Berggängen in Höhen von 2600 bis 3100 Metern auf trockenen bis frischen, schwach sauren bis stark alkalischen, sandigen, sandig-kiesigen oder sandig-lehmigen, nährstoffreichen Böden an sonnigen bis lichtschattigen Standorten. Die Art ist nässeempfindlich, wärmeliebend und meist frosthart.

## Systematik
Der Fiederblättrige Flieder (Syringa pinnatifolia) ist eine Art aus der Gattung der Flieder (Syringa) in der Familie der Ölbaumgewächse (Oleaceae). Dort wird die Gattung der Tribus Oleeae zugeordnet. Die Art wurde von William Botting Hemsley 1906 erstmals wissenschaftlich beschrieben. Der Gattungsname Syringa wurde von Linné 1753 gewählt, zuvor ab etwa dem 16. Jahrhundert wurde der Name sowohl für den Gemeinen Flieder (Syringa vulgaris) als auch für den Europäischen Pfeifenstrauch (Philadelphus coronarius) verwendet. Er wurde wahrscheinlich von der griechischen „syrigs“ abgeleitet, einem Blasinstrument, das man aus den Ästen des Pfeifenstrauchs herstellen kann. Das Artepitheton pinnatifolia stammt aus dem Lateinischen und bedeutet „fiederblättrig“. Es bezieht sich auf die Form der Blätter.

## Verwendung
Der Fiederblättrige Flieder wird sehr selten aufgrund seiner dekorativen Blüten als Zierstrauch verwendet.

## Nachweise